# Kulturring der Jugend
Der Kulturring der Jugend (Abkürzung: KdJ; Kurzform: Kulturring) ist ein 1945 begründetes Kulturprogramm im Rahmen der staatlichen Jugendhilfe des Senats der Freien und Hansestadt Hamburg. Ziel der Maßnahme ist, Kindern, Jugendlichen und jungen Erwachsenen über die Mitgliedschaft im KdJ durch stark subventionierte Ticketpreise den Zugang zu kulturellen Veranstaltungen in Hamburg zu ermöglichen. Die Maßnahme wurde mehrfach modifiziert, wird aber bis heute fortgeführt und ist derzeit angesiedelt bei der Behörde für Schule und Berufsbildung und dort beim Jugendinformationszentrum (JIZ) sowie dessen Ladengeschäft in der Hamburger Innenstadt für den Publikumsverkehr.

## Entstehung
Nach dem Ende der Zeit des Nationalsozialismus sollte die Jugend in Hamburg umgehend wieder an klassische Kultur und Kunst herangeführt werden. Bereits 1945 entstand darum die Idee zur Schaffung eines „Kulturrings der Jugend“, dessen Name sich nach der Einführung des Programms im Oktober 1945 durch das damalige, von der britischen Besatzungsmacht eingesetzte „Amt für Jugendförderung“ umgehend etablierte und bis heute beibehalten wurde. Gefördert wurden damals auch Eintrittskarten für Museen, Filmvorführungen und kulturelle und wissenschaftliche Vorträge. Der KdJ organisierte außerdem Buchvorbestellungen für Kinder und Jugendliche.
Der Jahresbeitrag für die Mitgliedschaft im KdJ betrug zunächst 5,00 Reichsmark, ab 1950 dann 8,00 D-Mark.
Ab Herbst 1949 erschien alle halbe Jahre eine gedruckte Programmvorschau mit dem Titel Hamburger Jugendbrief.

## Beschreibung
Ziel des Kulturrings der Jugend ist es, Kindern, Jugendlichen und jungen Erwachsenen, die im Bundesland Hamburg ihren ersten Wohnsitz haben, durch stark subventionierte Ticketpreise den Zugang zu klassischen kulturellen Veranstaltungen in der Stadt zu ermöglichen; Voraussetzung dafür ist die Mitgliedschaft im KdJ. Dazu kooperiert der Senat mit fast allen Orchestern, Opern- und Theaterhäusern in der Stadt sowie mit dem Literaturhaus Hamburg und kauft aus Steuermitteln Kartenkontingente auf, die zu einem Bruchteil des eigentlichen Nennwertes an die berechtigten Jugendlichen weiterverkauft werden. Nicht abverkaufte Tickets verfallen zulasten der Öffentlichen Hand. Dieses Vorgehen sichert den in die Maßnahme eingebundenen Einrichtungen einen gewissen Mindestabsatz an Eintrittskarten, was wiederum eine Form der ergänzenden Subvention insbesondere für kleine Veranstalter ist.
Zugleich werden Lehrern und Multiplikatoren für spezielle Veranstaltungen Gruppenkontingente für Schulklassen und Gruppen vermittelt.
Über den zweimonatlich erscheinenden Newsletter des KdJ im PDF-Format werden regelmäßig Informationen zu ausgewählten aktuellen Kulturveranstaltungen bekanntgegeben.

## Kritik
Die Arbeit des Kulturrings wurde und wird kritisch begleitet und auf unterschiedliche Weise in den Medien thematisiert. Sie ist ebenfalls regelmäßig Gegenstand parlamentarischer Initiativen in der Hamburgischen Bürgerschaft, dem Landesparlament. In der Parlamentsdatenbank sind für die 16. bis 21. Wahlperiode 52 Drucksachen nachweisbar, die sich mit dem KdJ befassen (Stand: März 2017).

### Inhaltliche Zensur
In den 1950er-Jahren agierte der KdJ als faktische Zensurbehörde: Aufführungen des Stücks Das Recht auf sich selbst von Rolf Italiaander, das in den Hamburger Kammerspielen während der Spielzeit 1951/1952 lief, wurde im Mai 1952 für Jugendaufführungen verboten. Hintergrund ist, dass das Stück von einer Familie und ihrem homosexuellen Sohn handelt zu einer Zeit, in der Homosexualität strafbar war.

### Verwendung von Steuergeldern
Der Hamburgische Rechnungshof monierte 2002, dass die Kosten des KdJ „unverantwortlich hoch“ seien: 300.000 Euro Personalkosten stünden 30.000 abgesetzte Karten gegenüber, während 1978/1979 noch 173.000 Karten abgegeben worden seien. Die damals zuständige Behörde für Bildung und Sport (BBS) sagte zu, den Sachverhalt „zu prüfen“; Medien spekulierten bereits über das „Aus“ für den Kulturring der Jugend. Bei der damaligen Kritik blieb unberücksichtigt, dass bis Mitte der 1990er-Jahre nicht nur klassische Kulturveranstaltungen zum Angebot des Kulturrings gehörten, sondern auch reguläre Kinokarten sowie Eintrittskarten für Pop- und Rockkonzerte.